# 略科科略山
17°27′30″S 69°44′48″W / 17.45833°S 69.74667°W

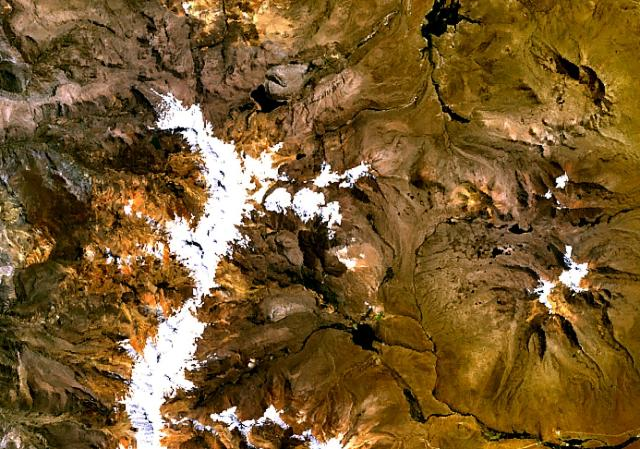

略科科略山（Lluqu Qullu），是秘魯的山峰，位於該國南部塔克納大區，由帕爾卡區和塔拉塔區負責管轄，屬於安地斯山脈的一部分，海拔高度5,000米。